# تتريس
تَتريس (بالإنجليزية: Tetris)؛ و(الروسية: Тетрис)، هي لعبة فيديو على شكل أحجية تم تصميمها من قبل أليكسي باجيتنوف في يونيو 1984، وذلك أثناء عمله في الأكاديمية الروسية للعلوم في موسكو. تم أخذ اسم اللعبة من الإغريقية «تيترا» وتعني (رباعي) وذلك لأن جميع الأحجار تحوي أربع قطع، و«تينس» حيث كانت كرة المضرب هي لعبة باجيتنوف المفضلة.
توجد اللعبة تقريباً على كل أجهزة الألعاب وأنظمة تشغيل الحواسيب، بالإضافة إلى العديد من أجهزة الهاتف المحمول، وأجهزة الوسائط المتعددة المختلفة.
بحلول ديسمبر 2011، بيع منها 202 مليون نسخة، منها 70 مليون جهاز لعب بسيط و132 مليون عملية تنزيل مدفوعة من إصدارات الهاتف المحمول، وتعتبر نسخة غيم بوي أكثر الألعاب مبيعاً على الإطلاق، حيث بيع منها أكثر من 35 مليون نسخة.
تتريس متاحة على أكثر من 65 منصة، مسجلة رقمًا قياسيًا في موسوعة غينيس لألعاب الفيديو الأكثر تنقلاً. تتريس متجذرة في الثقافة الشعبية وتمتد شعبيتها إلى ما وراء مجال ألعاب الفيديو؛ أثرت الصور المختلفة من اللعبة في الهندسة المعمارية والموسيقى والأزياء التنكرية. كانت اللعبة أيضًا موضوعًا للعديد من الدراسات البحثية التي حللت تعقيدها النظري وأظهرت تأثيرها على الدماغ البشري.

## وصف اللعبة

القطع السبعة المستخدمة في لعبة تيترس.

تسقط الأحجار المكونة من أربع قطع بشكل عشوائي ضمن مساحة اللعب. ويكون هدف اللعبة هو تحريك هذه القطع يمنة ويسرة أو تدويرها بزاوية 90 درجة لتشكيل خط أفقي من القطع بدون وجود أي فراغ فيه. وإذا ما تم تشكيل مثل هذه الخط فإنه سوف يختفي وجميع القطع التي فوق هذا الخط سوف تهبط للأسفل، وكلما زادت الخطوط التي يمكن أن تختفي سويًا تزداد النقط. مع تقدم اللعبة سوف تصبح حركة القطع أسرع وتنتهي اللعبة عند وصول القطع المتراكمة إلى أعلى مساحة اللعب.
في بعض الإصدارات توجد بها أكثر من سبع قطع، وإصدارات أخرى يمكن بها تغيير القطعة بدلاً من تدويرها فقط.

## وصلات خارجية
- تتريس على موقع IMDb (الإنجليزية)
- تتريس على موقع الموسوعة البريطانية (الإنجليزية)
- تتريس على موقع كينوبويسك (الروسية)
- الموقع الرسمي للعبة تيترس
- موقع يشرح مبدأ لعبة تيترس.